# Železobeton

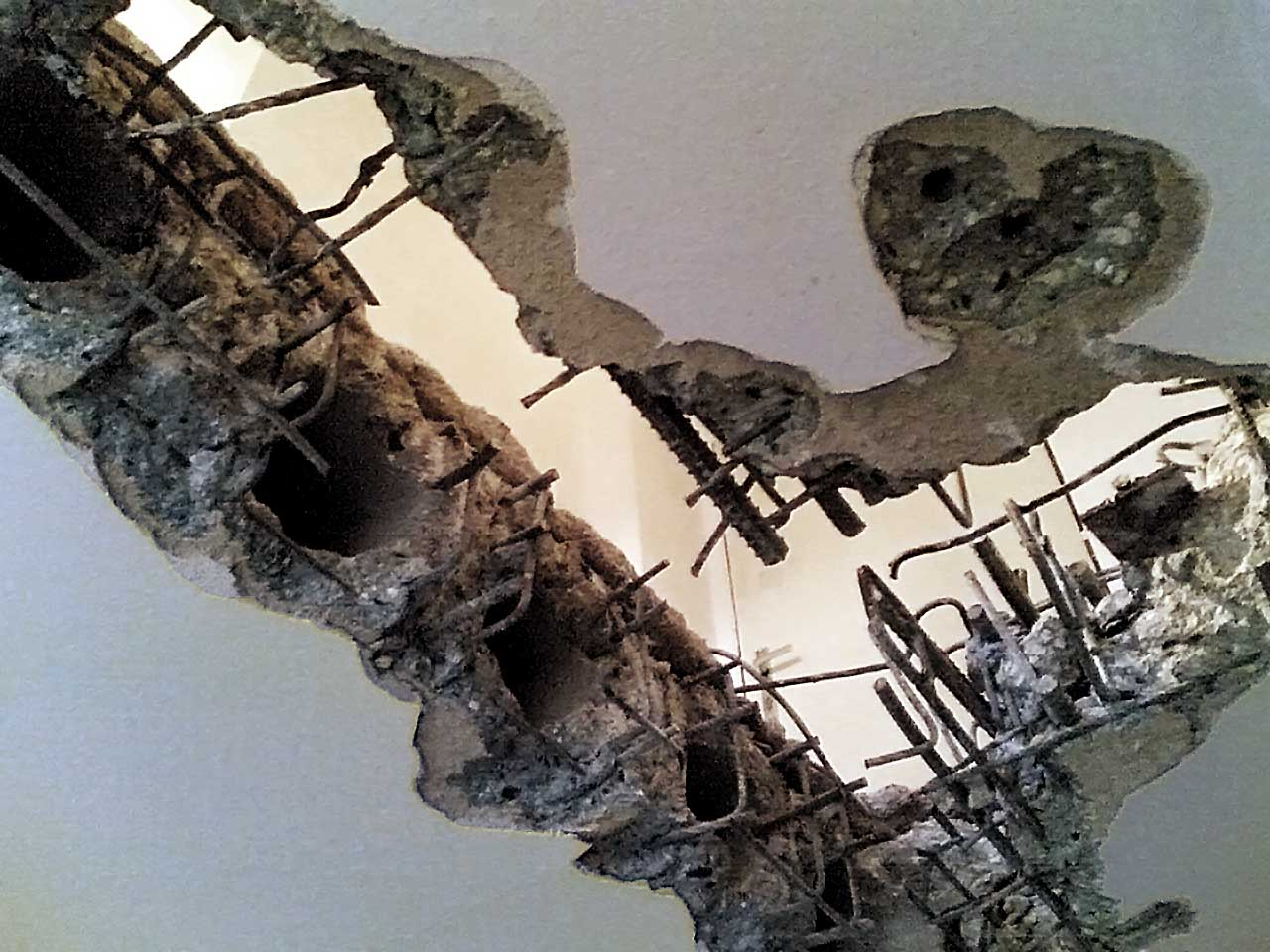
Náhled na vybouranou strukturu železobetonu, který tvoří stropní panel

Železobeton nebo také železový beton je název pro kompozitní materiál tvořený betonem a zpravidla ocelovou výztuží (betonářská výztuž), která je do betonu při výrobě vložena (zalita) tak, aby při deformaci (zatížení) prvku byla „natahována“. Důvodem vkládání výztuže do betonu jsou typické vlastnosti betonu, tj. vysoká pevnost v tlaku a velmi malá pevnost v tahu. Naproti tomu výztuž má v tahu únosnost vysokou. Nevýhodou oceli je oproti tomu její značná cena.
Železový beton si nechal v roce 1867 patentovat pařížský zahradník Joseph Monier, který z tohoto materiálu vyráběl květináče a další zahradní nádoby.

## Popis
Existuje více metod, jak vypočítat množství a tloušťku výztuže, aby příslušný železobetonový díl vydržel předpokládané namáhání a ještě s patřičnou rezervou. Jedno z jednoduchých pravidel říká, že je nutné výztuž uložit do betonu tak, aby byla minimálně 5 cm pod povrchem betonu. Pak je díky chemické reakci mezi betonem a ocelí poměrně dobře chráněna proti korozi - což je velmi důležitý prvek, který určuje trvanlivost železobetonu. Další pravidlo říká, že v případě nastavování ocelových výztužných drátů se tyto musí překrývat minimálně o šestnáctinásobek průměru.
Podle předpokládaného zatížení betonových dílců se také vytváří konstrukce z výztuže, která je navržena tak aby co nejvíce bránila deformaci betonového dílce. Obvykle se jedná o prostorovou síť, kde některé části převládají (je v nich více drátů a/nebo silnějších). Například u vodorovných nosníků je větší část výztuže uložena ve spodní části průřezu, protože se při zatížení prohýbají a ocelová výztuž tomu zabrání. Svislé konstrukce - typicky pilíře mostů - mají naopak větší část výztuže po obvodu pilíře, kde její přítomnost zvětšuje pevnost při ohybu.
Skutečná pravidla jsou mnohem složitější a výpočet železobetonové konstrukce a dohled nad jejím zhotovením musí být svěřen autorizovanému stavebnímu inženýrovi nebo statikovi.
Krom civilních oblastí má, nebo spíše měl, železobeton velký význam v armádě, kde se z něj vyráběly nejrůznější kryty. V dnešní době, kdy lze speciálními pumami (konvenčními) prorazit železobetonový strop až o síle kolem deseti metrů (speciální pumy zvládnou až šedesát metrů), nemají železobetonové bunkry zdaleka takový význam, jako v polovině 20. století.